# Mario Party DS
Mario Party DS es un videojuego de fiestas desarrollado por Hudson Soft y publicado por Nintendo para la consola Nintendo DS. Salió a la venta oficialmente el 8 de noviembre de 2007 en Japón, luego distribuido para Norteamérica el 19 de noviembre y Europa el 23 de noviembre del mismo año. Es el segundo juego portátil de la serie Mario Party, así como el último hecho por Hudson Soft, ya que todos los títulos posteriores han sido producidos por NDcube. Se reeditó en la Consola Virtual para Wii U en 2016.
Como la mayoría de las entregas de la serie, cuenta con los personajes de la franquicia Mario que compiten en un tablero con una gran variedad de minijuegos, muchos de los cuales utilizan las características únicas de la consola. Pueden participar hasta cuatro usuarios humanos a la vez, aunque los protagonistas también son controlados por el ordenador. Incluye un modo historia para un jugador, así como otros.
Mario Party DS recibió reseñas mixtas por parte de la crítica, algunos dirigidos de forma positiva por la variedad de minijuegos presentados, pero siendo reprochado por la ausencia de un modo multijugador en línea y la estructura de la IA en los personajes. El título vendió más de nueve millones de unidades en todo el mundo, convirtiéndose en el undécimo videojuego más adquirido para Nintendo DS. Mario Party DS fue sucedido por Mario Party 9 para Wii en 2012.

## Sistema de juego
Al igual que otros títulos de la serie, Mario Party DS es un videojuego de fiestas que permite competir hasta cuatro usuarios en un escenario interactivo, tirando dados para moverse entre uno y diez espacios a la vez. Hay ocho personajes jugables —Mario, Luigi, Princesa Peach, Yoshi, Princesa Daisy, Toad, Wario y Waluigi— y cinco tableros. Pueden ser controlados tanto por humanos como por la inteligencia artificial (IA).
El objetivo es reunir más estrellas que sus oponentes, aunque el método para obtenerlas varía según el tablero. Sin embargo, en su mayoría, se requiere la compra de monedas, las cuales logran conseguirse al aterrizar en espacios específicos o al ganar minijuegos. También se pueden gastarse en artículos que lo ayuden a triunfar. Cuando quedan cinco turnos, se produce un evento conocido como «Final 5 Frenzy», en el que Bowser ayuda al jugador que va en último lugar dándole dinero o una estrella, que depende del resultado de una ruleta. Asimismo añade espacios que permiten a dos enfrentarse en un duelo por estrellas o monedas a través de un minijuego. Al final de cada partida, el usuario con más estrellas es coronado como «Superestrella». Si se habilitan las estrellas de bonificación, se otorgan las adicionales según criterios aleatorios —como ganar la mayoría de minijuegos o usar más objetos— después de la partida.
Mario Party DS incluye un total de 73 minijuegos, la mayoría de los cuales aprovechan las características únicas de la Nintendo DS. Mientras que algunos se controlan únicamente con los botones y el mando, otros hacen uso del micrófono integrado o la mecánica de pantalla dual y táctil. Cada uno es un evento breve que recompensa con monedas por completar un objetivo. Durante los escenarios, se juega automáticamente un minijuego cada vez que los usuarios hayan realizado un turno, así como siempre que se cae en una casilla «Espacio de Duelo». El tipo de minijuego depende del color en el que aparezca cada personaje. Se clasifican en cinco clases diferentes, que abarcan partidas de cuatro personas, equipos de dos y tres contra uno. También hay de «batalla» en los que todos compiten por un botín en común, así como cinco «jefes» en los que se lucha contra villanos de la serie Mario, como Bowser.
El título contiene un modo historia para un jugador en el que todos los personajes están reducidos considerablemente. Este detalle se refleja en los tableros y minijuegos, en los que montan patos de goma, conducen coches de cuerda, y se deslizan por el patio trasero colgado de perchas. Para completarlo, se debe derrotar a otros tres rivales, todos ellos seleccionados al azar y controlados por el ordenador, en los cinco tableros, además de superar los jefes.
También hay un «Modo Fiesta» que permite que hasta cuatro personas, sean jugadores o bots, compitan en cualquiera de los cinco tableros, ya sea de forma independiente o en parejas enfrentadas; a diferencia de la historia, se puede ajustar el número de turnos, los niveles de dificultad de los personajes controlados por el ordenador y la cantidad de estrellas con las que empieza la partida. El «Modo Minijuegos» admite disfrutar a algunos minijuegos que se haya desbloqueado al jugar a la historia y fiesta. La opción «Juego libre» permite competir a cualquier minijuego en todo momento; asimismo hay otros cinco modos con diferentes reglas. La mayoría de estos te posibilita que hasta cuatro usuarios participen en minijuegos seleccionados al azar, elegidos manualmente o que forman parte de un conjunto predeterminado. Uno de estos, «Boss Bash», es un desafío para un solo jugador en el que este debe completar los cinco jefes lo más rápido posible. El «Modo Puzzle» permite jugar a puzzle de entregas anteriores de la serie: «Mario's Puzzle Party» de Mario Party 3, «Bob-omb Breakers» de Mario Party 4, «Piece Out» de Mario Party 5, «Block Star» de Mario Party 6 y «Stick and Spin» de Mario Party 7. Se puede desbloquear un nuevo juego, «Triangle Twisters», al terminar la historia por primera vez. El «Modo Extras» incluye dos modos adicionales en los que los usuarios pueden trabajar juntos o competir entre sí.
El juego introduce una nueva mecánica llamada «Party Points», que pueden acumularse en función de una serie de condiciones, como el rendimiento en minijuegos, y se utiliza para desbloquear objetos coleccionables como figuras y trofeos. También pueden adquirirse de diversas maneras, como completar la historia con diferentes personajes, jugando en tableros específicos o derrotar a un jefe en varias ocasiones. Se consiguen ver los que han desbloqueado y escuchar el audio —música, jingles y voces de los personajes— en la galería. Aunque Mario Party DS carece de un modo multijugador en línea, emplea la función Download Play de la Nintendo DS para que hasta cuatro personas puedan competir juntas de forma inalámbrica al usar sólo una tarjeta.

## Trama
Una noche en el Reino Champiñón, caen al suelo cinco Cristales del Cielo. Mario encuentra uno de ellos y al día siguiente se lo enseña a todos sus amigos. De repente, Kamek sobrevuela la zona y deja caer invitaciones de Bowser a una fiesta en su castillo para disculparse por su villanía. Aunque la pandilla sospecha en un principio, viajan al sitio de todos modos, solo para ser atrapados por esté, que roba el Cristal Celeste. También utiliza un dispositivo conocido como el Minimizador para reducir a Mario y a sus amigos a un tamaño minúsculo. Bowser, que planea encontrar los otros cuatro Cristales del Cielo por su cuenta, ordena a Kamek que arroje a los pequeños héroes a un lugar lejano.
El equipo regresa al castillo, luego de recuperar los cuatro fragmentos restantes por el camino al derrotar a una Planta piraña en el jardín de Wiggler, impidieron que un Hermano Martillo destruya los instrumentos de Toadette en su sala de música, ayudaron a Diddy Kong a liberar a DK después de que éste fuera convertido en piedra por un Huesitos, y liberaron al abuelo de un Koopa, que había sido atrapado en un libro por Kamek.
Una vez que los héroes llegan al castillo de Bowser, éste los atrapa a todos dentro de su máquina de pinball antes de prepararse para usar de nuevo el Minimizador contra ellos. Sin embargo, DK y Diddy, que también recibieron una invitación, aunque por accidente, llegan justo a tiempo. Mientras buscan la comida, DK choca con Bowser, lo que hace que suelte el aparato, que el gorila pisa y hace que se parta por la mitad, y devuelve a Mario y sus amigos a su tamaño original.
En un último intento desesperado por derrotar a los protagonistas, utiliza otro dispositivo, conocido como Cinturón Megamorfo, para transformarse en múltiples formas diferentes hechas de bloques, e inicia otro minijuego de jefe. Tras vencerlo, el equipo recupera el Cristal del Cielo robado y lo coloca junto a las demás piezas. Se conectan para formar una DS de cristal, lo que desbloquea un nuevo modo, «Triangle Twisters» —si aún no se ha completado la historia—. En un movimiento sorprendente, Mario y sus amigos invitan a Bowser y a su hijo Bowser Jr. a jugar con ellos. Aceptan la oferta, lo que hace felices a todos, incluidos DK y Diddy Kong, que se han comido todo el bufé.

## Desarrollo y lanzamiento
Como casi todos los juegos de la serie anteriores a Mario Party 9, Mario Party DS ha sido desarrollado por Hudson Soft y publicado por Nintendo. No se presentó en la conferencia de prensa de la empresa del E3 2007, aunque un breve tráiler reveló que hasta cuatro personas podían jugar de forma inalámbrica con un solo cartucho. Salió a la venta oficialmente el 8 de noviembre de 2007 en Japón, luego distribuido para Norteamérica el 19 de noviembre y Europa el 23 de noviembre del mismo año.
Se lanzó en 2007 como la segunda entrega portátil de la serie; el primero, Mario Party Advance, se publicó para Game Boy Advance en 2005. Es el único que salió para Nintendo DS, aunque posteriormente se estrenaron varios videojuegos para Nintendo 3DS. También es el último producido por Hudson Soft, ya que todos los posteriores han sido hechos por NDcube. Mario Party DS fue sucedido por Mario Party 9 para Wii en 2012. Se reeditó en la Consola Virtual para Wii U en abril de 2016.

## Recepción

### Respuesta de la crítica
Mario Party DS recibió críticas variadas, según el sitio web de reseñas Metacritic. En Japón, cuatro analistas de Famitsu otorgaron una puntuación total de 33 sobre 40. En general, se alabó la variedad de minijuegos, mientras que las críticas se centraron a la falta de conexión Wi-Fi, que limitaba en gran medida al modo multijugador. Varias reseñas aludieron a que Mario Party DS era superior a su predecesor, Mario Party 8. Patrick Kolan y Craig Harris de IGN lo resumieron como «una salida de fiesta que merece la pena para los usuarios que son nuevos en la serie» y «una sólida experiencia de minijuegos multijugador con muchos de los defectos de las versiones anteriores», respectivamente.
La variedad en los esquemas de control de los minijuegos ha sido generalmente elogiada. No obstante, algunos expresaron su preocupación por aquellos que requieren el uso del micrófono integrado de la consola. A pesar de ello, se destacó positivamente la opción de excluir estos minijuegos del modo normal si así se desea. La respuesta al diseño y el ritmo es más variada; Frank Provo de GameSpot afirmó que la mayoría eran atractivos, Bryan Vore de Game Informer escribió que eran «adecuadamente divertidos», y Ellie Gibson de Eurogamer los describió como «demasiado simplistas, que se acaban bastante rápido o simplemente demasiado aburridos para ser amenos», así como «mal diseñados y aburridos».
Los modos adicionales también recibieron una reacción principalmente positiva, en particular el modo Puzzle, a pesar de que la mayoría proceden de entregas anteriores de la serie. Dave Frear de Nintendo Life en un análisis de la versión para la consola virtual de Wii U, se refirió a estos como «bastante adictivos», mientras que Ellie Gibson de Eurogamer afirmó que eran más entretenidos que el propio tablero. Michael Cole de Nintendo World Report ofreció una respuesta menos positiva hacia los puzzle, describiéndolos como «simplistas y engorrosos».
El enfoque en un solo jugador y la ausencia de un modo multijugador en línea ha sido ampliamente criticados, especialmente debido a la inclusión de un modo en línea en Mario Kart DS a pesar de que salió a la venta dos años antes. Sin embargo, en general se elogió el aspecto multijugador local. La inteligencia artificial tampoco estuvo bien recibida, principalmente debido a su limitada cooperación y falta de respuesta con los usuarios, además de la inconsistencia en el rendimiento de los personajes controlados por la IA, que varía considerablemente según el nivel de dificultad. Patrick Kolan de IGN también reprochó la falta de tableros, mientras que Bryan Stratton de GameSpy compartió el mismo punto y señalo la ausencia de personajes jugables.
La presentación también fue un tema frecuente de debate. Ellie Gibson de Eurogamer se refirió al estilo gráfico como «grande» y «atrevido», mientras que Nick Tan de GameRevolution describió los visuales y la música como «apropiados y caprichosamente imaginarios». Frank Provo de GameSpot afirma que la presentación «refleja la actitud alegre que normalmente se espera de un juego protagonizado por Mario». Provo también alabó las referencias a anteriores entregas de la franquicia, como un minijuego con una caja de música que reproduce una versión del tema World 1-1 de Super Mario Bros.
La condición de ganar, que normalmente sólo implica estrellas, suscitó opiniones por parte de los reseñantes, Ellie Gibson de Eurogamer calificó el sistema de «defectuoso e injusto». Bryan Vore de Game Informer expresó su consternación por el hecho de que la suerte siguiera siendo «una mecánica clave» que podía determinar el resultado de una partida, incluso durante el último turno, mientras que Michael Cole de Nintendo World Report señaló que algunos minijuegos eran «pura casualidad».

### Ventas
Mario Party DS se convirtió en el juego más vendido durante la primera semana de su lanzamiento en Japón, con 230 000 copias adquiridas. Según Famitsu, a 9 de julio de 2008, había vendido 1 700 000 copias en el país. Ha sido el 18.º título más comercializado en Japón en ese año. En marzo de 2011, había adquirido más de ocho millones de copias en todo el mundo. En septiembre de 2015, contaba con más de nueve millones de unidades compradas a nivel mundial, convirtiéndose en el undécimo videojuego más vendido para Nintendo DS.

## Legado
En octubre de 2020, Mario Party DS se convirtió en objeto de una pantalla antipiratería viral fabricada subida por el youtuber Joey Perleoni, quien posteriormente publicó varios más en los que se mostraban muchos casos en los que supuestamente podría activarse el mensaje, como cuando se entra en una tienda de objetos o se inicia el evento «Final 5 Frenzy». En realidad, el juego no contiene ningún aviso especial contra la piratería. El vídeo original inspiró diversos memes de Internet, así como una tendencia en línea de usuarios que crean y suben sus propios mensajes falsos contra la piratería.

### Manual
- «Mario Party DS» (en inglés). Nintendo of Europe. 2007. Consultado el 23 de julio de 2023.